# Viva Technology
Viva Technology, або VivaTech, — це щорічне зібрання, присвячене технологічним інноваціям і стартапам, засноване в 2016 році. Воно відбувається щороку на Paris Expo Porte de Versailles у Парижі, Франція, і організовується групами Les Échos і Publicis. Три дні VivaTech орієнтовані виключно на стартапи, інвесторів, менеджерів, студентів та науковців. На четвертий день захід відкривається для широкого загалу.
Видання 2023 року досягло рекорду, залучивши понад 150 000 відвідувачів за весь час заходу, майже на 60 000 більше, ніж попередній випуск. Це означає, що кількість відвідувачів Viva Tech у 2023 році перевищить кількість відвідувачів CES, еталонного ярмарку в галузі нових технологій, який щороку проходить у Лас-Вегасі.